# Straßenradsport-Weltmeisterschaften 1922
Die Straßenradsport-Weltmeisterschaft 1922 fand am 3. August in Liverpool statt. Am Start waren nur Amateurfahrer.

## Rennverlauf
Die Fahrer hatten eine Strecke von 161 Kilometern zu bewältigen. Mit einem Stundenmittel von 31,2 Kilometern siegte der 28 Jahre alte Engländer Dave Marsh. Im Ziel hatte er einen Vorsprung vom 1:20 Minuten vor dem Zweitplatzierten. Die ersten drei Plätze wurden von einheimischen Fahrern gewonnen. Zum ersten Mal erhielt der Sieger das Regenbogentrikot als äußeres Zeichen der Weltmeisterschaftswürde für den amtierenden Weltmeister.

## Endergebnis
| Platz | Athlet             | Land | Zeit        |
| ----- | ------------------ | ---- | ----------- |
| 1     | Dave Marsh         | GBR  | 5:02:27 h   |
| 2     | William Burkill    | GBR  | + 01:20 min |
| 3     | Charlie Davey      | GBR  | + 05:27 min |
| 4     | Gunnar Sköld       | SWE  | + 06:25 min |
| 5     | F. H. Dredge       | GBR  | + 06.33 min |
| 6     | René Maronnier     | FRA  | + 08:27 min |
| 7     | Henry Hansen       | DEN  | + 12:03 min |
| 8     | Sigfrid Lundberg   | SWE  | + 12:33 min |
| 9     | Jan Maas           | NED  | + 14:33 min |
| 10    | Ragnar Malm        | SWE  | + 18:33 min |
| 11    | Fernand Coldeboeuf | FRA  | + 21:33 min |